# Sociología del conflicto
La sociología del conflicto se refiere a la teoría sociológica según la cual toda acción social es susceptible de causar conflicto o polémica entre actores sociales.
Los autores representativos de esta teoría son Lewis Alfred Coser, Ralf Dahrendorf, John Rex y en un sentido más amplio, pensadores como Karl Marx o el antropólogo social Max Gluckman. 
Perspectivas sociologicas como la teoría de juegos de Thomas Schelling y la macrosociología  de Georg Simmel son extensiones multidisciplinares de esta teoría. 